# سیارک ۲۲۸۶۵
سیارک ۲۲۸۶۵ (به انگلیسی: 22865 Amymoffett، نامگذاری:1999RQ173) بیست و دو هزار و هشتصد و شصت و پنجمین سیارک کشف شده‌است که در ۹ سپتامبر ۱۹۹۹ کشف شد.
قدر مطلق سیارک برابر ۱۴٫۸ است.